# Circumscripție electorală
Circumscripția electorală (mai rar district electoral) este o subdiviziune teritorială distinctă creată pentru organizarea unor alegeri separat pentru un sau mai multe locuri într-un corp legislativ. În general, numai alegătorilor care locuiesc în limitele geografice ale unei circumscripții electorale (constituenți) li se permite să voteze în alegerile care se desfășoară acolo.